# Новый Редант
Но́вый Реда́нт — село в Малгобекском районе Республики Ингушетия.
Образует муниципальное образование сельское поселение Новый Редант как единственный населённый пункт в его составе.

## География
Село расположено в Алханчуртской долине, в 16 км к юго-востоку от районного центра города Малгобек и в 48 км к северу от города Магас.
Ближайшие населённые пункты: на северо-востоке — село Аки-Юрт, на северо-западе — село Зязиков-Юрт и далее за ним, на трассе Р-296 Моздок—Чермен—Владикавказ — село Южное и станица Вознесенская, на юго-западе — село Нижние Ачалуки.

## История
После депортации чеченцев и ингушей и упразднения Чечено-Ингушской АССР, произошедших в 1944 году, на месте нынешнего села Новый Редант был образован кормосовхоз «Осетия», затем — кормосовхоз «Алханчуртский» (тогда в составе Северо-Осетинской АССР).
В 1959 году указом Президиума Верховного Совета РСФСР посёлок совхоза «Алханчуртский» был переименован в селение Новый Редант.

## Население
| 2002  | 2006  | 2007  | 2008  | 2009  | 2010  | 2011  |
| ----- | ----- | ----- | ----- | ----- | ----- | ----- |
| 4523  | ↗4688 | ↗4736 | ↗4787 | ↗4865 | ↘3689 | ↗3699 |
| 2012  | 2013  | 2014  | 2015  | 2016  | 2017  | 2018  |
| ↗3837 | ↗3926 | ↗4039 | ↗4253 | ↘4248 | ↗4305 | ↗4415 |
| 2019  | 2020  | 2021  | 2023  | 2024  | 2025  |       |
| ↗4472 | ↗4549 | ↗6284 | ↗6424 | ↗6480 | ↗6609 |       |

Национальный состав
По данным Всероссийской переписи населения 2002 года:
- ингуши — 4316 чел. (95,4 %),
- чеченцы — 181 чел. (4 %),
- другие — 26 чел. (0,6 %).

По данным Всероссийской переписи населения 2010 года:
- ингуши — 3644 чел. (98,8 %),
- чеченцы — 20 чел. (0,5 %),
- другие — 4 чел. (0,1 %),
- не указали — 21 чел. (0,6 %).